# Höhlen von Bayano
Koordinaten: 9° 15′ 0″ N, 78° 52′ 59″ W
Die Höhlen von Bayano sind drei Höhlen an der Südseite des Bayanosees in der Provinz Panamá in Panama.
Die erste und auch größte Höhle ist ca. 2 km lang und der Río Seco fließt durch sie hindurch, wobei die Möglichkeit besteht, mit Booten teilweise hineinzufahren. Sie wird von Fledermäusen bewohnt. Die zweite und dritte Höhle sind wenig zugänglich und müssen befahren werden.